# 多摩川浅間神社
多摩川浅間神社（たまがわせんげんじんじゃ）は東京都大田区田園調布にある神社。旧・下沼部村（田園調布の南半分）の鎮守。登記上の宗教法人名称は浅間神社（せんげんじんじゃ）。

## 概要
全国にある浅間神社の一社。本殿の建築様式は浅間造であり、これは東京都内では唯一。社殿は浅間神社古墳の上に建てられており、間に東急東横線を挟んで多摩川台公園の舌状台地に連なる。社殿までの参道は多数の溶岩が置かれ、富士塚のように富士登山を模している。
富士山本宮浅間大社同様に、木花咲耶姫命を主祭神とし、熊野神社と赤城神社を合祀している。

## 歴史

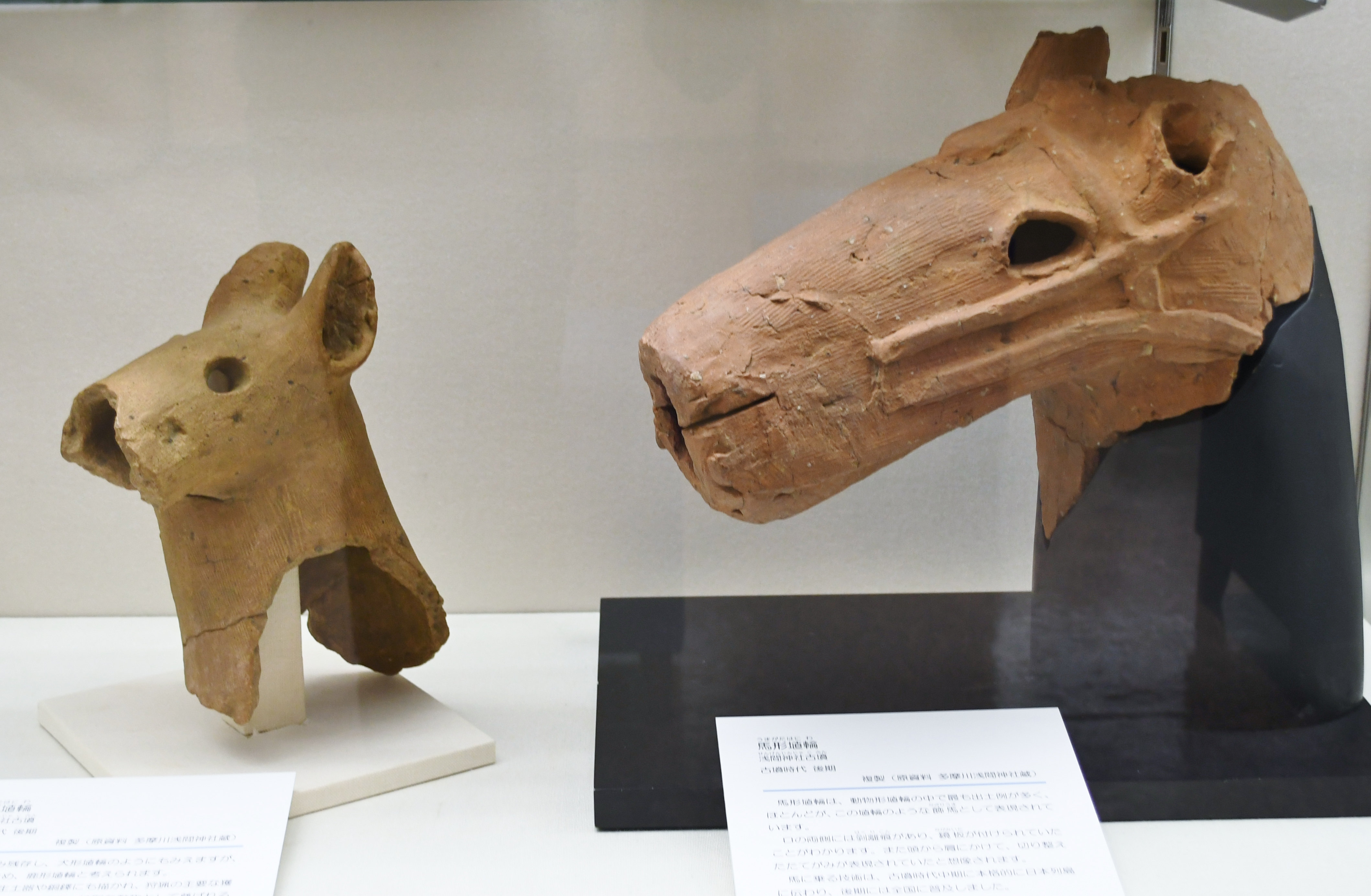
鹿形埴輪・馬形埴輪（いずれも複製）大田区立郷土博物館展示。

社地は古代に前方後円墳が築かれていた場所であり、本殿の場所が、後円部にあたる。
創建は鎌倉時代の文治年間（1185年～1190年）と伝えられる。
源頼朝が豊島郡滝野川松崎に出陣した時、夫の身を案じた北条政子が後を追って多摩川まで来た。その時わらじの傷が痛んだため、この地で傷の治療をすることにして逗留した際に亀甲山（かめのこやま）へ登ってみると富士山が鮮やかに見えた。富士吉田には、自分の守り本尊である浅間神社があるので、政子はその浅間神社に手を合わせ、夫の武運長久を祈り、身につけていた正観世音像をこの丘に建てたという。それ以来、村人たちはこの像を「富士浅間大菩薩」と呼び祀ったのが、この神社の起こりとされている。
その後、1652年（承応元年）5月に浅間神社表坂の土止め工事をしていた時に、九合目辺りから正観世音の立像が発掘された。多摩川で泥を洗い流すと片足が欠けていたため、新たに足を鋳造して祀り、6月1日に神事を行ったという。これにならい、現在も6月に例祭を行っている。
1907年（明治40年）に『一村に一神社』という合祀のための政令が出されたため、当時の東京府荏原郡調布村大字下沼部にあった赤城神社、熊野神社、浅間神社の三社のうち前二社を当社に合祀する。

## 境内

### 摂末社
- 阿夫利神社
- 三峯神社
- 稲荷神社
- 小御嶽神社

## 富士講
境内には、富士講中興の祖である食行身禄の石碑がある。明治15年に地元の講社が33回目の登山を記念して建てたものである。この石碑の字を書いたのは勝海舟である。

## 氏子地域
- 大田区田園調布一丁目（64番除く）、二～三丁目
- 大田区田園調布本町
- 大田区田園調布南（7番を除く）
- 大田区西嶺町（1・2・5・6・26・30～32番）
- 大田区鵜の木三丁目（3・4・19・20番）
- 世田谷区玉川田園調布一丁目（1～14番）

## アクセス
東急電鉄東横線・目黒線・東急多摩川線多摩川駅徒歩2分

## 関連文献
- 「下沼部村 八幡社」『新編武蔵風土記稿』 巻ノ50荏原郡ノ12、内務省地理局、1884年6月。NDLJP:763982/29。